# Anni 1620
Gli anni 1620 sono il decennio che comprende gli anni dal 1620 al 1629 inclusi.

## Eventi, invenzioni e scoperte
- Il compasso viene utilizzato nella navigazione
- Pubblicazione tavole logaritmiche di Gunter
- Manfredonia 1620 (antica città della Puglia) viene saccheggiata dai turchi.
- 18 luglio 1620: nel corso della notte i cattolici valtellinesi, aizzati da fanatici predicatori, attaccano e uccidono tutti i protestanti locali, oltre 600. L'evento verrà ricordato come il Sacro Macello di Valtellina.
- 15 agosto 1620: dal porto di Plymouth parte la Mayflower, la nave con a bordo William Bradford e il gruppo dei Padri Pellegrini diretti in America del Nord.
- 8 novembre 1620 - Guerra dei trent'anni: vittoria imperiale nella battaglia della Montagna Bianca
- 9 febbraio 1621: elezione di Papa Gregorio XV
- 5 aprile 1621: la nave Mayflower (Padri Pellegrini) salpa da Plymouth, Massachusetts per far ritorno in Gran Bretagna.
- 12 marzo: 1622 canonizzazione di Ignazio di Loyola, fondatore della Compagnia di Gesù - Filippo Neri - Francesco Saverio - Teresa d'Avila - Isidoro l'Agricoltore.
- John Heminge e Henry Condell pubblicano Mr. William Shakespeare's Comedies, Histories & Tragedies, la prima raccolta completa delle opere teatrali di William Shakespeare.
- Roma, 6 agosto 1623: viene eletto Papa il cardinale Barberini con il nome di Urbano VIII.
- 6 agosto 1623: Battaglia di Stadtlohn
- 20 agosto 1623: alla fortezza di Burgstall (Franconia) si scontrano svedesi e bavaresi in una battaglia terrestre durante la Guerra dei trent'anni.
- Roma, ottobre 1623: viene pubblicato il trattato Il Saggiatore di Galileo Galilei.
- Costruzione del primo sottomarino da parte di Cornelius Drebbel
- Fondazione di New York da parte degli olandesi col nome di Nieuw Amsterdam (Nuova Amsterdam)
- Marco Antonio de Dominis pubblica il trattato Euripus, seu de fluxu et refluxu maris sententia, sulla spiegazione del fenomeno delle maree, probabilmente derivato dall'opera di Seleuco di Babilonia.
- Composizione di "Tancredi e Clorinda" da parte di Claudio Monteverdi.
- La città di Argenta (FE) venne completamente distrutta da un violento terremoto.
- Epidemia di peste a Palermo
- Con la sua opera De iure belli ac pacis il giurista olandese Ugo Grozio segna la nascita del moderno diritto internazionale.
- L'Avorio Barberini è venduto da Nicolas-Claude Fabri de Peiresc al cardinale Francesco Barberini.
- 3 maggio 1626: risolto il lungo conflitto tra le famiglie abruzzesi Pica e Bonanni.
- Una spedizione piratesca ottomana raggiunge l'Islanda sotto il comando di Murat Reis, governatore di Oualidia; tra il 20 giugno e il 19 luglio fa schiavi tra i 400 e gli 800 islandesi. In Islanda tale avvenimento è ricordato come Tyrkjaránið.
- 30 luglio 1627 – Tavoliere delle Puglie: il terremoto della Capitanata provoca molte migliaia di morti, immani distruzioni nonché un maremoto in Adriatico.
- 30 dicembre 1627 – Venezia: il doge della Repubblica di Venezia, Giovanni I Corner (1551-1629, in carica dal 1625), tenta di assassinare il rivale politico Renier Zen in un agguato sotto la porta di casa. Zen scampa all'omicidio gettandosi in un canale.
- Muore in Polonia, nella foresta di Jaktorów, l'ultimo esemplare di uro visto vivo.
- 17 gennaio 1628 – Mantova: Carlo di Nevers prende possesso del ducato causando lo scoppio di una guerra di successione.
- 10 agosto 1628 – Stoccolma: viaggio inaugurale del galeone Regalskeppet Vasa, che affonda dopo poche ore.
- 28 ottobre 1628: capitolazione della piazzaforte di La Rochelle. Fine dell'autonomia militare degli Ugonotti francesi.
- 11 novembre 1628: a Milano vi è la rivolta del pane, chiamata anche giornata di san Martino nella quale i cittadini assaltano i forni del pane a causa di una grave carestia (l'episodio è descritto nei Promessi Sposi).
- Girolamo Frescobaldi si trasferisce a Firenze con la famiglia.
- Il parlamento inglese formula la "Petizione dei diritti" ed è sciolto dal re Carlo I.
- William Harvey pubblica Exercitatio Anatomica de Motu Cordis et Sanguinis in Animalibus, risultato delle sue ricerche sulla circolazione del sangue.
- Grave carestia in Friuli
- Editto di grazia

## Personaggi
- 21 luglio 1620: Nasce l'astronomo francese Jean Picard